# Giuseppe Respighi
Giuseppe Respighi (Cortemaggiore, 3 settembre 1840 – Bologna, 1º novembre 1923) è stato un pianista e insegnante italiano.
Allievo dapprima del padre e poi di Stefano Golinelli, si dedicò in gioventù al concertismo.
Stabilitosi a Bologna, divenne stimato insegnante di diversi allievi, tra cui suo figlio Ottorino.
È sepolto nella Corsia del Colombario del cimitero monumentale della Certosa di Bologna.